# Ofra Strauss

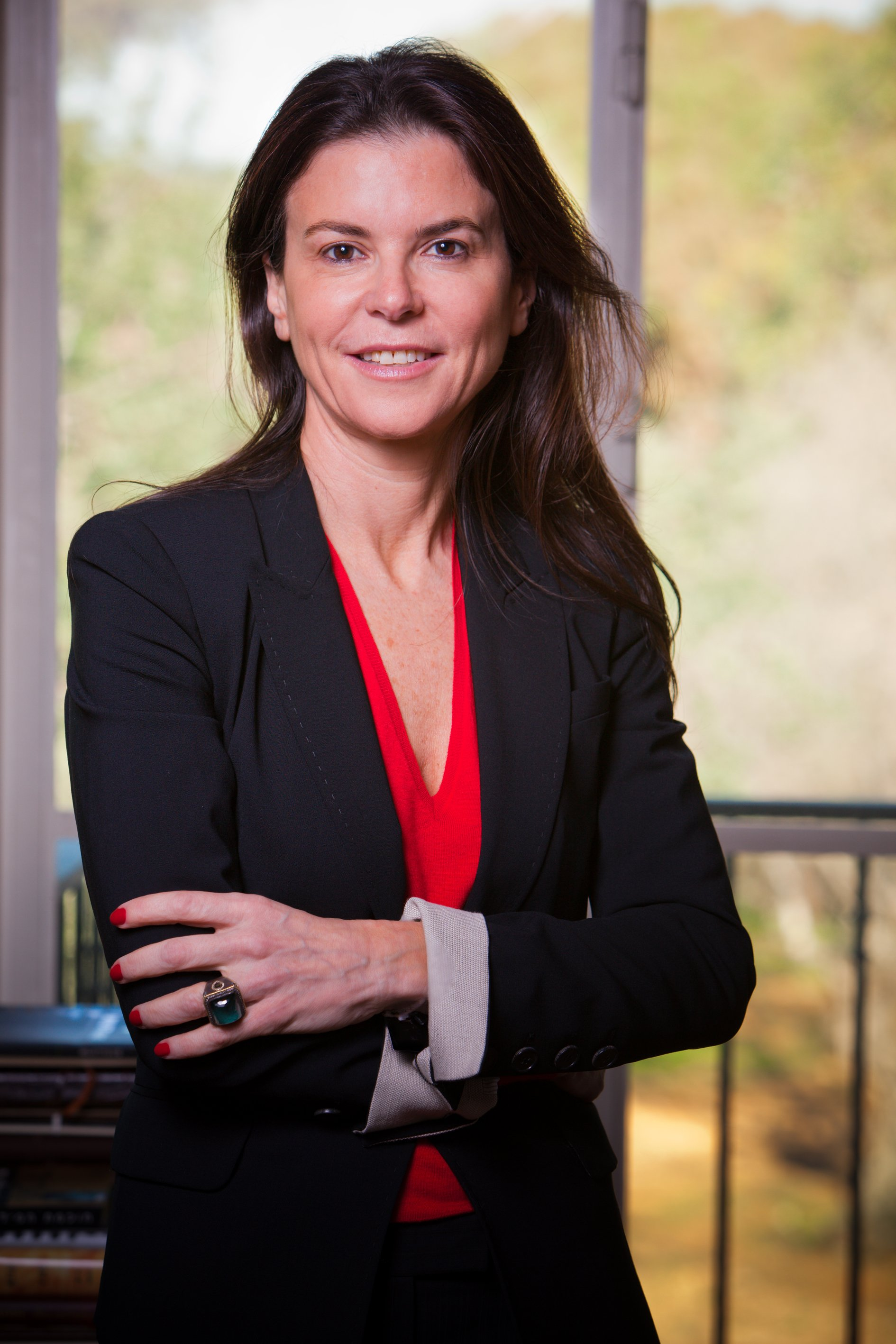
Ofra Strauss (2011)

Ofra Jasmin Strauss (* 22. August 1960 in Naharija) ist eine israelische Unternehmerin.

## Werdegang
Strauss wurde in Naharija geboren als Tochter der aus dem früheren Jugoslawien stammenden Ella, einer Krankenschwester, und Michael Strauss, dem Sohn des Firmengründers der Strauss Group Ltd. Sie hat noch zwei weitere Geschwister, Irit and Adi. Schon früh hatte sie Interesse am elterlichen Unternehmen. Sie graduierte 1987 an der Universität Tel Aviv in der Fakultät für Rechtswissenschaften. Dort lernte sie auch ihren ersten Mann Dan Lahat kennen.
Nach dem Studium fand sie ihre erste Anstellung in der Marketingabteilung der Estée Lauder Companies in New York City. Nach zwei Jahren, 1989, kam sie wieder nach Israel zurück und trat in das elterliche Unternehmen Strauss Group Ltd. in Petach Tikwa ein. Dort leitete sie mehrere Kampagnen und Unterabteilungen des Unternehmens. Auch war sie 1996 an der erfolgreichen Übernahme und Integration des Konkurrenten „Elite“ in die Strauss Group beteiligt. Die Partnerschaften mit Danone, PepsiCo, Haier, São Miguel und Virgin Group tragen ihre Handschrift. So war es fast unausweichlich, dass sie 2001 in der Nachfolge ihres Vaters CEO des an der Tel Aviv Stock Exchange notierten Unternehmens wurde.
Strauss ist Mutter von vier Kindern und war von 2005 bis 2010 verheiratet mit Adi Keizman. Drei Kinder stammen aus ihrer ersten Ehe mit Dan Lahat.

## Auszeichnungen
- Aufgeführt in der Liste der 50 führenden Unternehmerinnen der Financial Times, 2009–2010

## Sonstige Positionen
- Mitglied der israelisch-amerikanischen Handelskammer Tel Aviv, 2011[4]